# فورستر، نیو ساوت ولز
فورستر (به انگلیسی: Forster) یک شهرک در استرالیا است که در نیو ساوت ولز واقع شده‌است.